# Apogonichthyoides timorensis
Apogonichthyoides timorensis és una espècie de peix pertanyent a la família dels apogònids.

## Descripció
- Pot arribar a fer 9 cm de llargària màxima.
- El seu color varia entre el marró rogenc i el groguenc.
- Té una línia obliqua i negre a sota de l'ull.
- Pot presentar tres franges als flancs.
- 8 espines i 9 radis tous a l'aleta dorsal i 2 espines i 8 radis tous a l'anal.[5][6][7]

## Hàbitat
És un peix marí, associat als esculls i de clima tropical que viu entre 0-12 m de fondària.

## Distribució geogràfica
Es troba a Austràlia, Hong Kong, Indonèsia, Israel, el Japó, Oman, Palau, Papua Nova Guinea, les illes Filipines, l'Aràbia Saudita, les Seychelles, Sud-àfrica, Taiwan i el Vietnam.

## Observacions
És inofensiu per als humans i de costums nocturns.